# Bulbophyllum masarangicum
Bulbophyllum masarangicum là một loài phong lan thuộc chi Bulbophyllum.